# Dendropsophus seniculus
Dendropsophus seniculus é uma espécie de anfíbio da família Hylidae.
É endémica do Brasil.
Os seus habitats naturais são: florestas subtropicais ou tropicais húmidas de baixa altitude, pântanos, marismas de água doce, marismas intermitentes de água doce e jardins rurais.
Está ameaçada por perda de habitat.